# Мелісса Понціо
Мелісса Понціо (англ. Melissa Ponzio, нар. 3 серпня 1972, Нью-Йорк, Нью-Йорк, США) — американська акторка. Найбільш відома своїми ролями Мелісси МакКолл у серіалі «Вовченя» і Карен у серіалі «Ходячі мерці», також у телесеріалі «Пожежники Чикаго» у ролі Донни Робінс-Боден.

## Фільмографія
| Рік       |    | Українська назва             | Оригінальна назва                              | Роль               |
| --------- | -- | ---------------------------- | ---------------------------------------------- | ------------------ |
| 1999      | ф  | Блакитна Атланта             | Atlanta Blue                                   | Мона               |
| 1999      | тф | Американська історія кохання | Shake, Rattle and Roll: An American Love Story | Керівник Нью-Йорка |
| 2001—2002 | с  | Затока Доусона               | Dawson's Creek                                 | Робін Еллсворт     |
| 2002      | ф  | Грінкипер                    | The Greenskeeper                               | Елена Родрігес     |
| 2003—2004 | с  | Школа виживання              | One Tree Hill                                  | Еліс               |
| 2005      | тф | Теплі джерела                | Warm Springs                                   | Люсі Мерсер        |
| 2005      | с  | Поверхня                     | Surface                                        | Енн Трейсі         |
| 2005      | с  | Злодій                       | Thief                                          | Бортпровідник      |
| 2007—2009 | с  | Армійські дружини            | Army Wives                                     | Енджі              |
| 2007      | с  | Жовтнева дорога              | October Road                                   | Молода дівчина     |
| 2007      | с  | К–Вілл                       | K-Ville                                        | Ясмін Квайд        |
| 2008      | с  | Маленька Британія США        | Little Britain USA                             | Барбара            |
| 2009      | ф  | Дорожня подорож: Пивний понг | Road Trip: Beer Pong                           |                    |
| 2009      | тф | Мій фальшивий наречений      | My Fake Fiance                                 | Продавець          |
| 2009      | с  | До смерті красива            | Drop Dead Diva                                 | Селесте Гарнер     |
| 2009      | с  | Щоденники вампіра            | The Vampire Diaries                            | Дафна              |
| 2010      | ф  | Життя як воно є              | Life as We Know It                             | Вікторія           |
| 2010      | ф  | Догори                       | Upside                                         | Доктор Лейман      |
| 2010      | с  | CSI: Місце злочину           | CSI: Crime Scene Investigation                 | Саша Катсарос      |
| 2010      | с  | Минуле життя                 | Past Life                                      | Доктор Стен        |
| 2010      | с  | Брама                        | The Gates                                      | Глорія Беннет      |
| 2010      | с  | Женись на мені               | Marry Me                                       | Еріка              |
| 2011      | тф | Наталі Голловей              | Not Justice for Natalee Holloway               | Дебора Стенвілл    |
| 2011      | с  | Франклін та Беш              | Franklin & Bash                                | Енні Росс          |
| 2011      | с  | Необхідна жорстокість        | Necessary Roughness                            | Ліза               |
| 2011      | с  | NCIS: Полювання на вбивць    | NCIS: Naval Criminal Investigative Service     | Дрю Тернер         |
| 2011      | с  | C.S.I.: Місце злочину Маямі  | CSI: Miami                                     | Кеті Дженгінс      |
| 2011—2017 | с  | Вовченя                      | Teen Wolf                                      | Мелісса Маккол     |
| 2012      | тф | Виконавчий без документів    | Undocumented Executive                         | Аніта Вескес       |
| 2012      | с  | Контакт                      | Touch                                          | Гвен Девіс         |
| 2013      | тф | Марі і Марта                 | Mary and Martha                                | Еліс               |
| 2013      | с  | Ходячі мерці                 | The Walking Dead                               | Карен              |
| 2013      | с  | Послідовники                 | The Following                                  | Джоан Гарсіа       |
| 2013      | с  | Банші                        | Banshee                                        | Джоселин Фірс      |
| 2013      | с  | Друге покоління Вайнс        | Second Generation Wayans                       | Лорін Сендлер      |
| 2014—2024 | с  | Пожежники Чикаго             | Chicago Fire                                   | Донна Робінс-Боден |
| 2018      | тф | Кошмар вболівальника         | Cheerleader Nightmare                          | Паула              |
| 2019      | тф | Репутація вбивці             | Killer Reputation                              | Рамона             |
| 2020      | ф  | Макс і я                     | Max and Me                                     | Мелісса            |
| 2021      | ф  | Громові сили                 | Thunder Force                                  | Рейчел Гонсалес    |
| 2021      | с  | Клуб перших дружин           | First Wives Club                               | Робін              |
| 2022      | с  | Дівчина з Плейнвіля          | The Girl from Plainville                       | Керолін            |
| 2023      | ф  | Вовченя: Фільм               | Teen Wolf: The Movie                           | Мелісса Маккол     |
| 2023      | с  | Крепкий Харт                 | Die Hart                                       | Дебра Саймон       |